# 李直 (景泰進士)
李直（1418年—？），字行斐，江西廣信府貴溪縣人，民籍，明朝政治人物。進士出身。

## 生平
江西鄉試第十名。景泰二年（1451年）辛未科會試第三十五名，殿試登進士第三甲第六十六名。

## 家世
- 曾祖父李名遠
- 祖父李獻，曾被贈兵部主事。
- 父亲李應庚，曾任肇慶府知府[1]。